# Kanton Marseille-La Belle-de-Mai
Kanton Marseille-La Belle-de-Mai (fr. Canton de Marseille-La Belle-de-Mai) je francouzský kanton v departementu Bouches-du-Rhône v regionu Provence-Alpes-Côte d'Azur. Tvoří ho část města Marseille a zahrnuje část 3. městského obvodu.

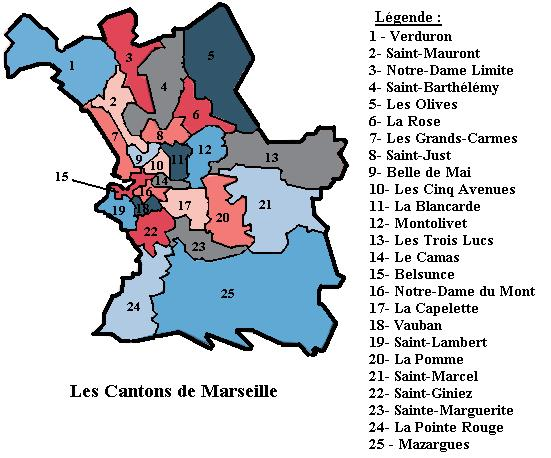
Kantony města Marseille